# Emil Peeters
Emilius Aloysius Angelica (Emil) Peeters (Antwerpen, 25 april 1893 - Bochum, 21 mei 1974) was een Duits violist en componist van Belgische komaf.
Hij was zoon van Emilius Maria Celementius Peeters (makelaar in koffie) uit Antwerpen en Marie Adeline la Porte uit het Duitse Barmen. Hij liet zich in 1912 tot Duitser naturaliseren. Hij zou twee keer getrouwd geweest zijn, een van de vrouwen heette Maria Lutze.

## Musicus
Hij groeide op in het Duitse Dorsten, alwaar hij het Gymnasium Petrinum bezocht. Hij studeerde in eerste instantie filosofie en Germaanse letteren aan de Universiteit van Bonn en Universiteit van München. Hij wendde zich in 1913 tot de muziek. Hij ging in de leer bij Walter Courvoisier en Friedrich Klose en Ludwig Vollnhals in München. Daarna volgde studies bij Engelbert Humperdinck en Georg Schumann in Berlijn (1914-1917), als ook bij Hermann Kretzschmar en Johannes Wolf. Hij werd violist bij de voorloper van de Deutsche Oper Berlin in Berlijn (seizoen 1917/1918), Essen (1918/1919), Bochum (1919-1960). In Essen was hij tevens concertmeester, in Bochum voornamelijk kapelmeester. Van 1921-1935 was hij tevens operadramaturg bij het Vereinigtes Stadttheater Bochum-Duisburg.

## Componist
De composities bevinden qua stijl zich op het snijvlak van de laat-romantiek en de klassieke muziek van de 20e eeuw met name dodecafonie.
Werklijst: 
- 1921: Sinfonische Muzik (voor orkest, opus 1)
- 1925: Danssymfonie (balletmuziek voor orkest)
- 1827: Die Troërinnen (opus 15) opera
- 1931: Romantische suite (voor orkest)
- 1934: Pianoconcert nr. 1
- 1941: Abenteur in Spanien, opera
- 1942: Heidelberger serenade (voor orkest)
- 1949: Pianoconcert nr. 2
- 1951: Vioolconcert
- 1961: Sabbato Sancto (sopraan en zeven snaarinstrumenten)
- 1963: Symfonie (voor orkest)
- 1964: Symphonia irrealis (solostemmen en orkest)
- 1964: Gesang der Memmon-Säule (solisten, koor en orkest)
- 1964: Der Gerichtstag (alt en orkest)
- 1966: Tryptichon (voor orkest)
- 1969: Altvioolconcert
- 1969: Intrada (voor orkest)
- 1971: Soldatenfriedhof (bariton en orkest)
- Ciaconna voor orkest,
- Suite voor orkest,
- strijkkwintet,
- Gotische suite voor blaaskwintet (opus 14)

In 1917 won hij een Mendelssohnprijs voor een werk; in 1928 de stadsprijs voor compositie van Essen.